# Maud Linder
Maud Linder, született Maud Lydié Marcelle Leuvielle (1924. június 27. – 2017. október 25.) francia újságíró, filmtörténész, dokumentum-filmrendező. Max Linder (1883–1925) színész, rendező lánya.

## Fontosabb filmjei
- Papa, mama, ő meg én (Papa, maman, la bonne et moi) (1954, segédrendező)
- Faites-moi confiance! (1954, segédrendező)
- A papa, a mama, ő meg én (Papa, maman, ma femme et moi...) (1955, segédrendező)
- Par-dessus le mur (1961, segédrendező)
- Max Linder társaságában (En compagnie de Max Linder) (1963, rendező, producer)
- L'homme au chapeau de soie (1983, rendező, forgatókönyvíró, producer)
- The Mystery of the King of Kinema (2014, interjú)